# 단종애사
단종애사(端宗哀史)는 1929년 춘원 이광수가 쓴 대한민국의 역사소설이다.
이 작품은 역사소설이 소설로서 뿐만 아니라 그 작품을 원본으로 한 사극영화나 역사드라마로도 각색되어 광범위한 대중의 사랑을 받았다.
이 소설을 각색하여 전창근 감독은 당시 삼천만 환을 들여 영화 《단종애사》(1956년)를 제작했으며 대표적인 궁중사극으로서 흥행에 성공하기도 했다. 수양 1년, 조선 단종 복위운동 당시 사육신 등이 국문받던 날 신숙주가 집으로 돌아갔을 때 신숙주의 부인이 목매어 자살했다는 이야기가 이 책에 실려있는데, 이 이야기는 사실이 아니다.

## 평가
충과 의라는 전통적 대의명분은 1920년대 말 민족주의 운동이 처해있던 절실한 상황을 반영했다는 평가도 있다.

## 같이 보기
- 단종
- 사육신
- 생육신
- 이광수
- 민족주의